# 6326 Idamiyoshi
6326 Idamiyoshi (1991 FJ1) là một tiểu hành tinh vành đai chính được phát hiện ngày 18 tháng 3 năm 1991 bởi A. Sugie ở Đài thiên văn Dynic.